# Gustava Bley

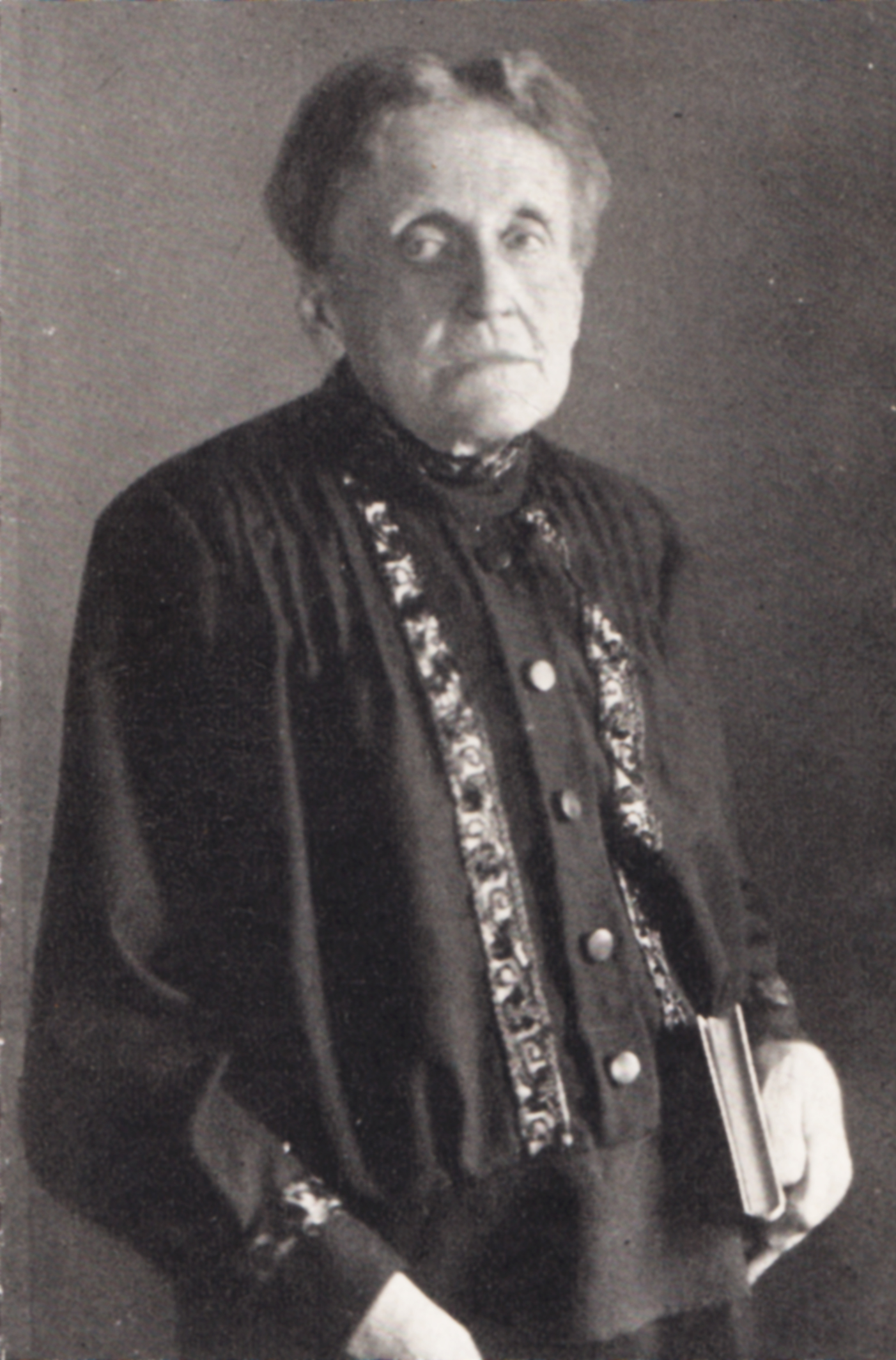
Gustava Bley

Gustava Bley (* 1. April 1844 in Bergen auf Rügen; † 19. Dezember 1930 ebenda) war eine deutsche Komponistin, Pianistin und Chorleiterin.

## Leben
Gustava Bley war die Tochter eines Gastwirtes, der das renommierte Hotel „Prinz von Preußen“ in Bergen besaß. Erste musikalische Anregungen erhielt Gustava von ihrer Mutter, die selbst Klavier spielte. Der Putbuser Musiklehrer Hermann Müller erkannte das Talent der jungen Gustava und seiner Fürsprache folgend, schickte der Vater seine begabte Tochter nach Berlin auf Carl Tausigs Schule des Höheren Klavierspiels. Sie nahm in Berlin Unterricht bei Professor Adolf Jensen (Klavier), beim Komponisten Otto Leßmann (Komposition) sowie später bei dem Klavierpädagogen und Musikschriftsteller Professor Alexis Hollaender. Nachdem die finanziellen Mittel aufgebraucht waren, kehrte Gustava nach Bergen zurück. 
Neben dem Komponieren engagierte sie sich in der musikalischen Jugend- und Laienförderung. Sie gründete und leitete den Frauengesangsverein in Bergen, der von anfänglich 28 auf 108 Mitglieder im Jahr 1893 anwuchs. Anlässlich des 700-jährigen Jubiläums der Bergener Marienkirche leitete sie einen Auftritt dieses Chors zusammen mit den Solisten Heinrich Grahl und Natalie Bökow. 
Gustava Bley komponierte eine Vielzahl von Psalmen, Liedern, Frauenchören und Klavierstücken, die u. a. vom Hof-Musikverlag Adolph Fürstner sowie Schlesinger in Berlin verlegt wurden. Ihre Kompositionen veröffentlichte sie zu Lebzeiten unter dem männlich klingenden Namen „Gustave Bley“.
Anlässlich des 95. Todesjahres von Gustava Bley veranstaltet die Singakademie Stralsund im Juli 2025 ein Festkonzert in Bergen mit Chorwerken der Komponistin. Im Schott-Verlag sind zahlreiche Werke, sowohl Lieder als auch Klavierwerke von Gustava Bley, in Neuauflagen erschienen. Darüber hinaus befinden sich in der Staatsbibliothek zu Berlin zahlreiche Erstausgaben von Werken der Komponistin.

## Werke
- Zwei Lieder f. dreistimm. Frauenchor. (No. 1. Ostern: „Ich geh’ zu Deinem Grabe“. No. 2. Abendlied: „Der lieben Sonne Licht und Pracht“.) [1890, Berlin bei Schlesinger]
- Zwei Gesänge f. dreistimm. Frauenchor. (No. 1. Pfingstlied: „Schmückt das Fest mit Maien“. No. 2. Psalm: „Herr, neige deine Ohren“.) [1891, Berlin bei Schlesinger]
- Zwei Psalmen f. 1 Singst. m. Pfte, deutsch u. engl. (No. 1. „Meine Seele ist stille zu Gott“. No. 2. „Lobe den Herrn meine Seele“.) Op. 10. [1892, Berlin bei Schlesinger]
- Das Harfen-Mädchen: „Unstät durch die Welt zu schweifen“ f. 1 Singst. m. Pfte. Op. 12 [1892, Berlin Bote & Bock]
- Gavotte f. Pfte. Op. 14. [1893, Berlin bei Fürstner]
- Zwei Lieder f. 1 Singst. m. Pfte, deutsch u. engl. Berlin, Fürstner. (Op. 16. Schlehenblüt: „Schlehenblüt und wilde Rose“. Op. 17. Wiegenlied: „Es dunkelt mein Röschen“.) [1894, Berlin bei Fürstner]
- Aus dem 23. u. 25. Psalm: „Der Herr ist mein Hirte“ f. 1 Singst. m. Pfte, deutsch u. engl. Op. 18. [1894, Berlin bei Fürstner]
- Aus dem IX. Psalm: „Ich danke dem Herrn von ganzem Herzen“ f. 1 Singst. m. Pfte, deutsch u. engl. Op. 19. [1894, Berlin bei Fürstner]
- Zwei Lieder f. 1 Singst. m. Pfte, deutsch u. engl. (Op. 20. Das Mägdlein: „Ich kam zu Feld geschritten“. – Op. 21. Die Heimat: „In meine Heimat kam ich wieder“.) [1895, Berlin bei Fürstner]
- Zwei Lieder f. 1 Singst. m. Pfte, deutsch u. engl. (No. 1. Abendlied: „Nun der Tag zur Ruh’ gegangen“. No. 2. Der Rosenstrauch: „Das kind schläft unter dem Rosenstrauch“.). Op. 22. [1896, Berlin bei Fürstner]
- Zwei Lieder f. 1 Singst. m. Pfte. (No. 1. Die Mutter: „Nichts kommt dem Frühlingswinde gleich“. No. 2. O lieb’ auch du: „Es flüstern die Wellen im Mondenglanz“). Op. 23. [1897, Berlin bei Fürstner]
- Psalm 57: „Gott sei mir gnädig“ f. 1 Singst. m. Pfte od. Org. Op. 24. [1898, Berlin bei Fürstner]
- Erinnerung an Rügen. 2 Lieder f. 1 Singst. m. Pfte. Op. 25. [1898, Berlin bei Fürstner]
- Zwei Lieder f. 1 Singst. m. Pfte. (No. 1. Heimweh: „Du weisst’s, dort unter den Bäumen“. No. 2. Mein treu Herzlieb: „Die Nachtigall klaget im Fliederstrauch“.). Op. 26. [1899, Berlin bei Fürstner]
- Valses Impromptus pour Piano. Op. 28. [1901, Berlin bei Fürstner]
- Deux Nocturnes p. P. Op. 29. [1902, Berlin bei Fürstner]
- Deux Mélodies p. P. Op. 30. [1904, Berlin bei Fürstner]
- Zwei Romanzen für Klavier. Op. 31. [1905, Berlin bei Fürstner]
- Zwei Klavierstücke. Op. 32. [1906, Berlin bei Fürstner]
- Zwei Kompositionen für Klavier. Op. 33. [1909, Berlin bei Fürstner]

## Schriften
- Gustava Bley: Aufzeichnungen einer Achtzigjährigen aus ihrem Künstlerleben und aus ihrer Heimat. Friedrich Jasper, Wien 1925.